# Далькус
Дальку́с — невеликий острів в Червоному морі в архіпелазі Дахлак, належить Еритреї, адміністративно відноситься до району Дахлак регіону Семіен-Кей-Бахрі.

## Географія
Розташований на південний захід від острова Дульякас. Має овальну, видовжену з півночі на південь, форму. Довжина 975 м, ширина до 500 м. Острів облямований піщаними мілинами та кораловими рифами.